# Roques del Congost
Les Roques del Congost és una formació muntanyosa del terme de Conca de Dalt, dins de l'antic municipi de Toralla i Serradell, al Pallars Jussà.
Estan situades a banda i banda del Flamisell, al nord-est del poble d'Erinyà. El conjunt de les Roques del Congost formen el Congost d'Erinyà i la seva continuïtat cap a migdia, pel costat oriental.
El túnel nou d'Erinyà travessa les roques del costat occidental, més directament implicades en la formació del congost.